# Zálažný potok
Zálažný potok (miejscowo również Ružbašianka) – potok na Słowacji, lewy dopływ Rieki w dorzeczu Popradu. Ma źródła na wysokości około 1060 m na południowych stokach Wietrznego Wierchu (1111 m) w Magurze Spiskiej. Spływa w kierunku południowo-wschodnim przez porośnięte lasem stoki Magury Spiskiej, dopiero w końcowym odcinku biegu płynie przez zabudowane obszary miejscowości Drużbaki Wyżne (Vyšné Ružbachy). Tutaj uchodzi do Rieki jako jej prawy dopływ. Następuje to na wysokości około 600 m.
Zbocza doliny Zálažnego potoku (miejscowo: Zálažne) tworzą dwa grzbiety. Orograficznie lewy to południowo-wschodni grzbiet Wietrznego Wierchu ze szczytami Grúň (1038 m), Suchá hora (879 m) i Kukura (808 m), prawy to południowo-wschodni grzbiet wierzchołka 1107 m ze szczytami Zbojnícky stôl (1020 m), Veľká Kýčera (906 m) i Čierťaž (778 m). Z prawego zbocza spływa Čertov potok będący największym dopływem Zálažnego potoku.
Z miejscowości Drużbaki Wyżne wzdłuż dolnej części potoku prowadzi asfaltowa szosa i niebieski szlak turystyki pieszej oraz szlak konny. Przy drodze tej znajdują się pojedyncze domki letniskowe oraz ośrodek wypoczynkowy. Przy korycie potoku w Drużbakach Wyżnych znajduje się udostępnione dla turystów ujęcie wody mineralnej o własnościach leczniczych, do potoku tego uchodzi także odpływ z naturalnego jeziora trawertynowego o nazwie "Krater".